# Садкович Микола Федорович
Садкович Микола Федорович  (1907—1968) — радянський білоруський кінорежисер і кінодраматург. Заслужений діяч мистецтв Білоруської РСР (1944). Лауреат Сталінської премії другого ступеня (1951) за документальний фільм «Демократична Німеччина». 
Народ. 1907 р. у с. Андріївщина Могилевської обл. (Білорусь) в селянській родині. Закінчив режисерський факультет Державного технікуму кінематографії (1928) у Москві. 
У 1928—1946 рр. працював сценаристом і режисером на кіностудіях Москви, Одеси, Києва, Ташкента. 
Учасник Великої Вітчизняної війни. 
Був міністром кінематографії і заступником міністра культури Білоруської РСР, представником «Совзкспортфильма» у Великій Британії (1956—1957). 
Поставив картини: «Щасливі кільця» (1929, у співавт.), «Пісня про першу дівчину» (1930, у співавт.), «Живи, рідна Білорусь!» (1943, у співавт. з В. Корш-Сабліним), «Рідні береги» (1943, новела «3 гвардійця»).
Автор сценаріїв до фільмів: «Щасливі кільця» (1929, у співавт.), «Пісня про першу дівчину» (1930, у співавт.), «Живи, рідна Білорусь!» (1943, у співавт. з В. Корш-Сабліним), «Миколка-паровоз» (1957, у співавт.), «Братство на століття» (1965, док/ф), «Таємнича стіна» (1967, у співавт.), «Я, Франциск Скорина...» (1969).
Поставив в Україні кінокартини: «Повідь» (1936, у співавт. з Л. Голубом, а також співавт. сцен. з Л. Голубом i М. Богдановим), «Гомони містечко» (1939), «Травнева ніч» (1940, авт. сцен.).
Був членом Спілки письменників і кінематографістів Білоруської РСР.
М. Ф. Садкович помер 16 серпня 1968 р. Похований у Москві на Новому Донському кладовищі.